# Coproduct
In de categorietheorie, een abstract deelgebied van de wiskunde, is het coproduct of de categoriale som de categorietheoretische constructie, die de disjuncte vereniging van verzamelingen, de disjuncte vereniging van topologische ruimten, het vrije product van groepen en de directe som van modulen en vectorruimten, in zich verenigd. Het coproduct van een familie van objecten is in wezen het minst specifieke object, waarop ieder object in de familie een morfisme toelaat. Het is de categorie-theoretische duale notie van het categorisch product, wat betekent dat de definitie dezelfde is als die van het product, alleen wijzen alle pijlen in de omgekeerde richting. Ondanks deze schijnbaar onschuldige verandering in naam en notatie, kunnen en zullen coproducten in het algemeen veel van producten verschillen.